# Broughshane
Broughshane (Iers: Bruach Sheáin) is een plaats in het Noord-Ierse district Ballymena. Broughshane telt 2349 inwoners. Van de bevolking is 93,5% protestant en 4,9% katholiek.

## Geboren
- James Nesbitt (1965), acteur

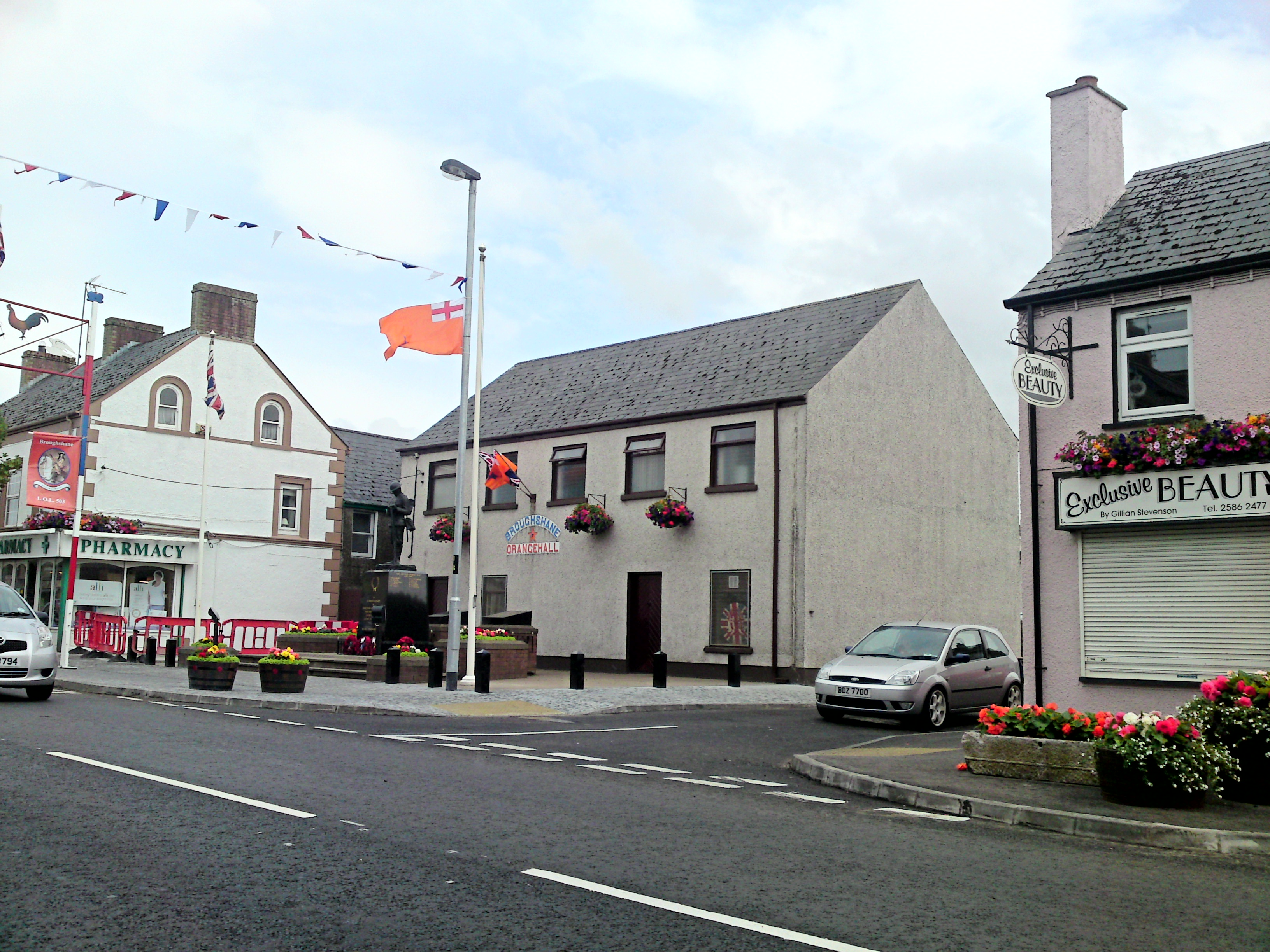
Orange Hall
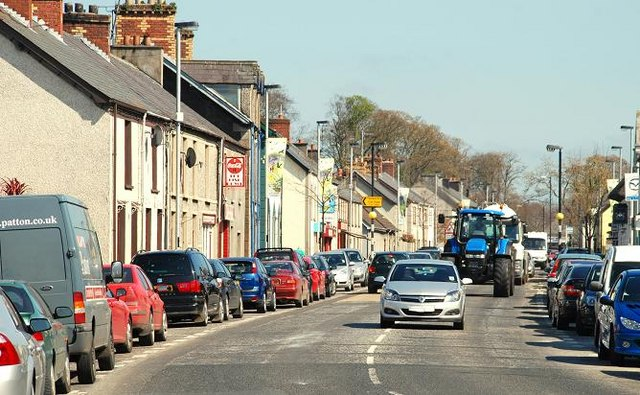
Main Street